# Benjamin Franklin Mudge
Benjamin Franklin Mudge   (Orrington, 11 d'agost de 1817 - Manhattan, 21 de novembre de 1879) va ser un advocat i paleontòleg estatunidenc. Va ser durant un temps breu batlle de Lynn, Massachusetts, més tard es traslladà a Kansas on es va dedicar a la geologia dins el Kansas Geological Survey.
Va recollir molts fòssils del Permià i el Mesozoic de Kansas i l'Oest dels Estats Units incloent la Niobrara Chalk, el Morrison Formation, i la Dakota Sandstone. En la paleontologia els seus competidors van ser Othniel Charles Marsh i Edward Drinker Cope.
Com a mínim va descobrir 80 espècies de plantes o animals extints, i actualment es troben a institucions d'història natural incloent Smithsonian i de Yale Museu Peabody d'Història Natural. Una de les seves troballes més notables va ser la de l'holotip de l'ocell dentat, Ichthyornis. També va descobrir el dinosaure sauròpode Diplodocus, i el teròpode dinosaur Allosaurus, amb el seu protegit Samuel Wendell Williston.